# Kare (socken)
Kare (kinesiska: 卡热, 卡热乡) är en socken i Kina. Den ligger i den autonoma regionen Tibet, i den sydvästra delen av landet, omkring 83 kilometer sydväst om regionhuvudstaden Lhasa. Antalet invånare är 2542. Befolkningen består av 1 279 kvinnor och 1 263 män. Barn under 15 år utgör 24,0 %, vuxna 15-64 år 69 %, och äldre över 65 år 5,0 %.
Genomsnittlig årsnederbörd är 713 millimeter. Den regnigaste månaden är juli, med i genomsnitt 262 mm nederbörd, och den torraste är november, med 1 mm nederbörd.